# Blocada Republicii Arțah (2022–2023)
Blocada Republicii Arțah a început pe 12 decembrie 2022, când azerii au blocat singurul drum care leagă republica nerecunoscută Arțah cu Armenia în zona intersecției Șuși-Karin. Această ultimă zonă este situată în zona de responsabilitate a misiunii de menținere a păcii a Ministerului Apărării al Federației Ruse. Azerbaidjanul îi nominalizează pe blocanți drept activiști de mediu.
Pe 13 decembrie, Azerbaidjanul a întrerupt și aprovizionarea cu gaze din Armenia către Artsakh. 
Această acțiune de blocare face parte din conflictul mai larg din Nagorno-Karabah.

## Blocada
În dimineața zilei de 12 decembrie, a devenit cunoscut faptul că la ora 10: 30 un grup de Azeri care se consideră ecologiști au blocat singurul drum care leagă Armenia De Artsakh în zona orașului Shusha. După ceva timp, acesta din urmă a instalat corturi în mijlocul drumului. Potrivit unor surse azere, organizațiile neguvernamentale de mediu desfășoară acțiunea și se plâng că nu li s-a oferit posibilitatea de a observa minele Drombon și Kașen din Arțah cu o zi înainte. Ei cer o întâlnire cu comandantul forțelor de menținere a păcii ruse, Andrei Volkov.
Pe 13 decembrie, deputatul azer Rasim Musabayov a amenințat că, dacă nu li se permite să intre în minele din Arțah, Azerbaidjanul ar putea distruge mina Kașen printr-un atac cu rachete. 
În noaptea de 13 decembrie, Azerbaidjanul a mutat trupele interne și forțele de poliție pe secțiunea închisă a drumului. 
Pe 25 decembrie, zeci de mii de locuitori din Arțah au manifestat în capitala, Stepanakert, în semn de protest împotriva blocadei.  
Pe 28 decembrie, autoritățile din Arțah au oprit activitățile miniere din Kașen, în așteptarea unei „evaluări ecologice internaționale” pentru a respinge acuzațiile azere privind daunele aduse mediului.  Mina Kașen, operată de Base Metals, este cel mai mare contributor corporativ și angajator privat din Arțah. 

Pe 29 decembrie, prim-ministrul a criticat forțele ruse de menținere a păcii pentru că nu au menținut deschise transporturile în și din Arțah și a sugerat ca rolul să fie delegat unei misiuni de menținere a păcii a Națiunilor Unite. 

Magazine goale în Stepanakert în timpul blocadei Republicii Arțah
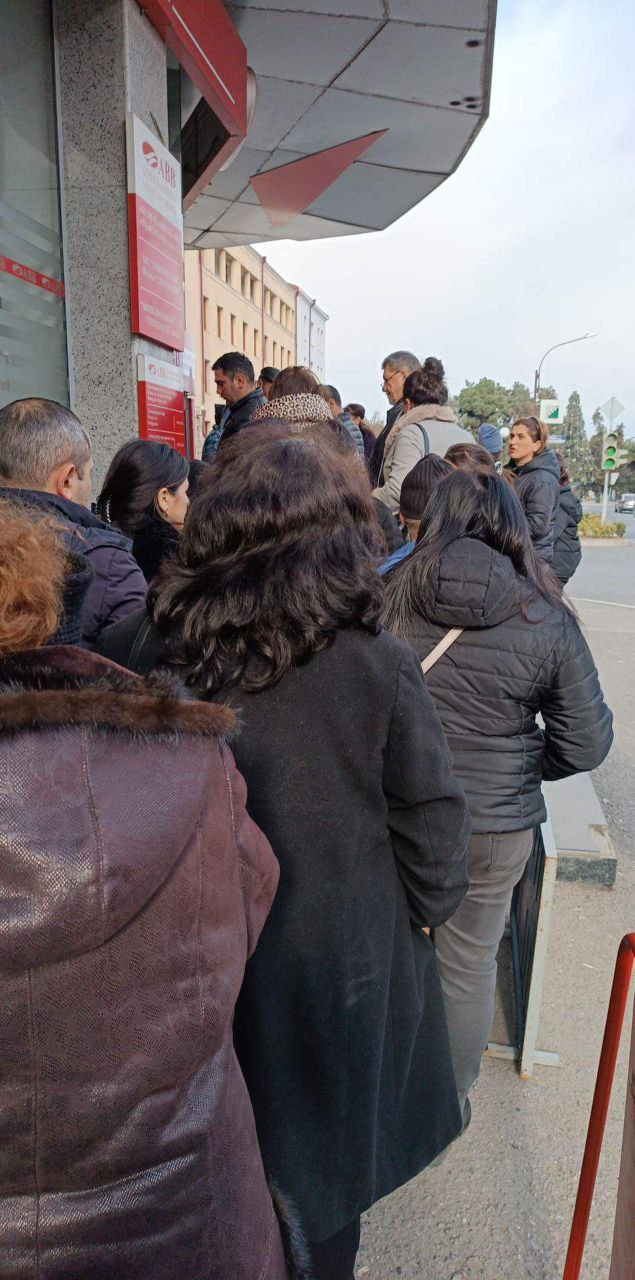
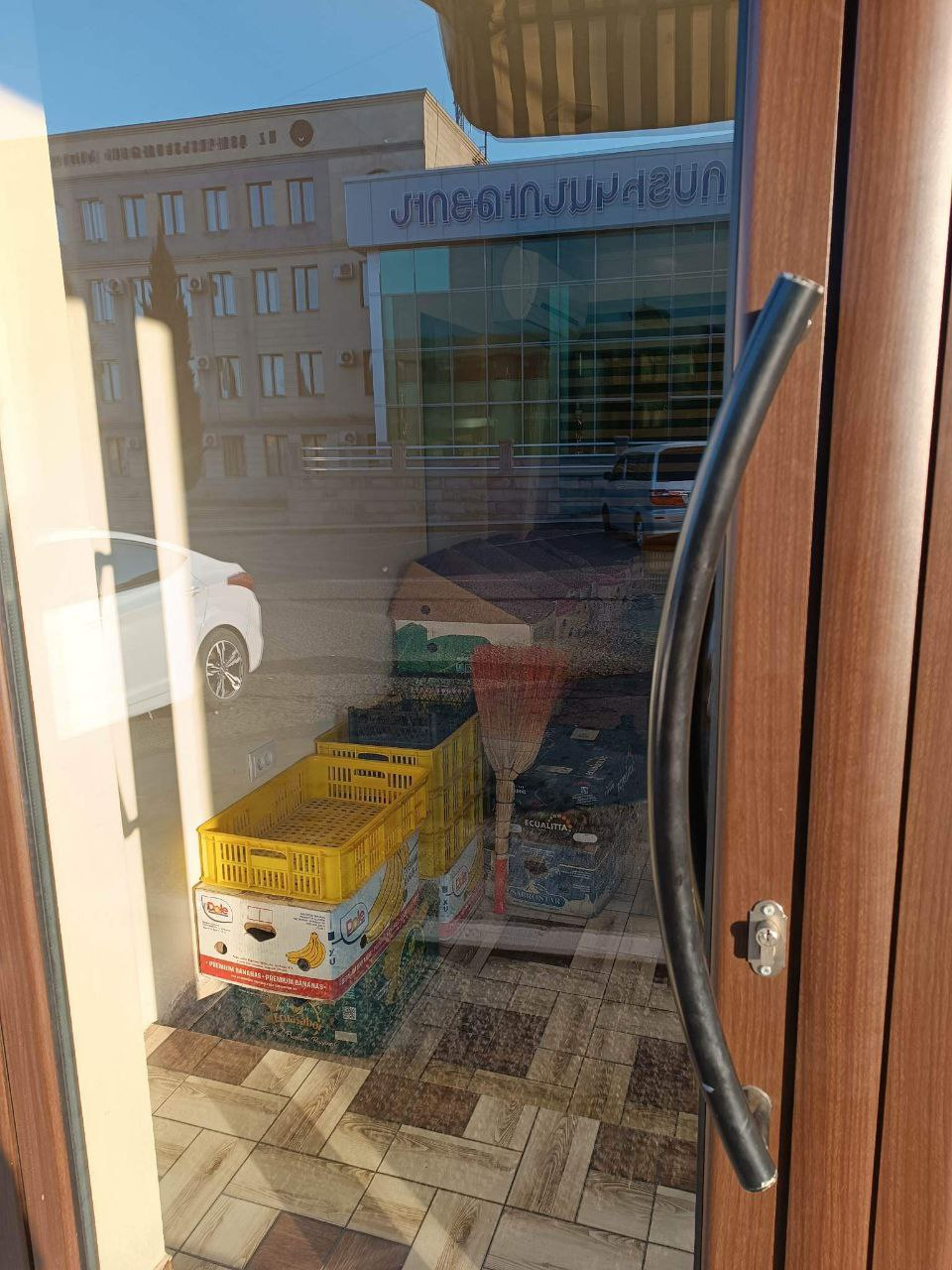
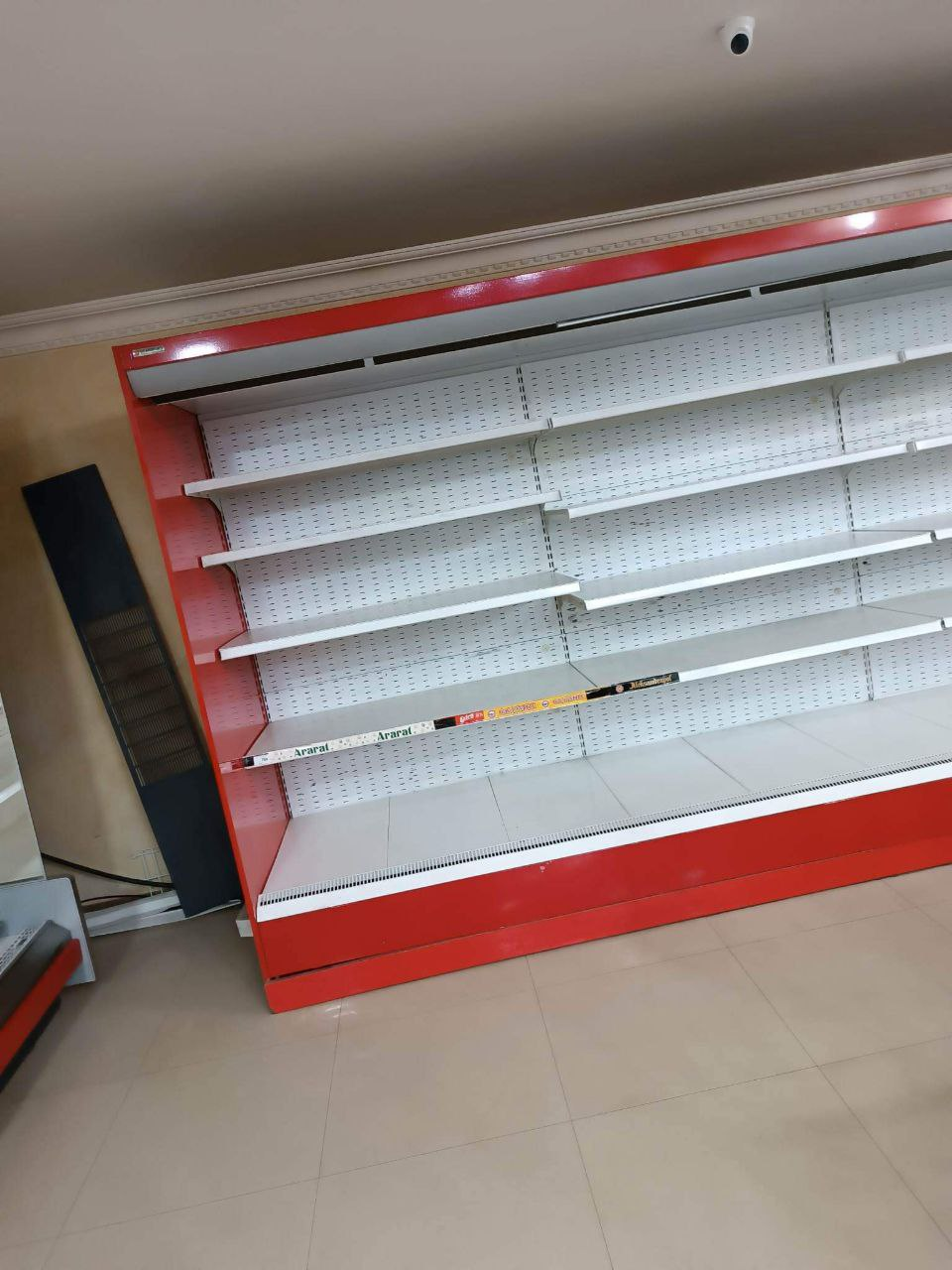
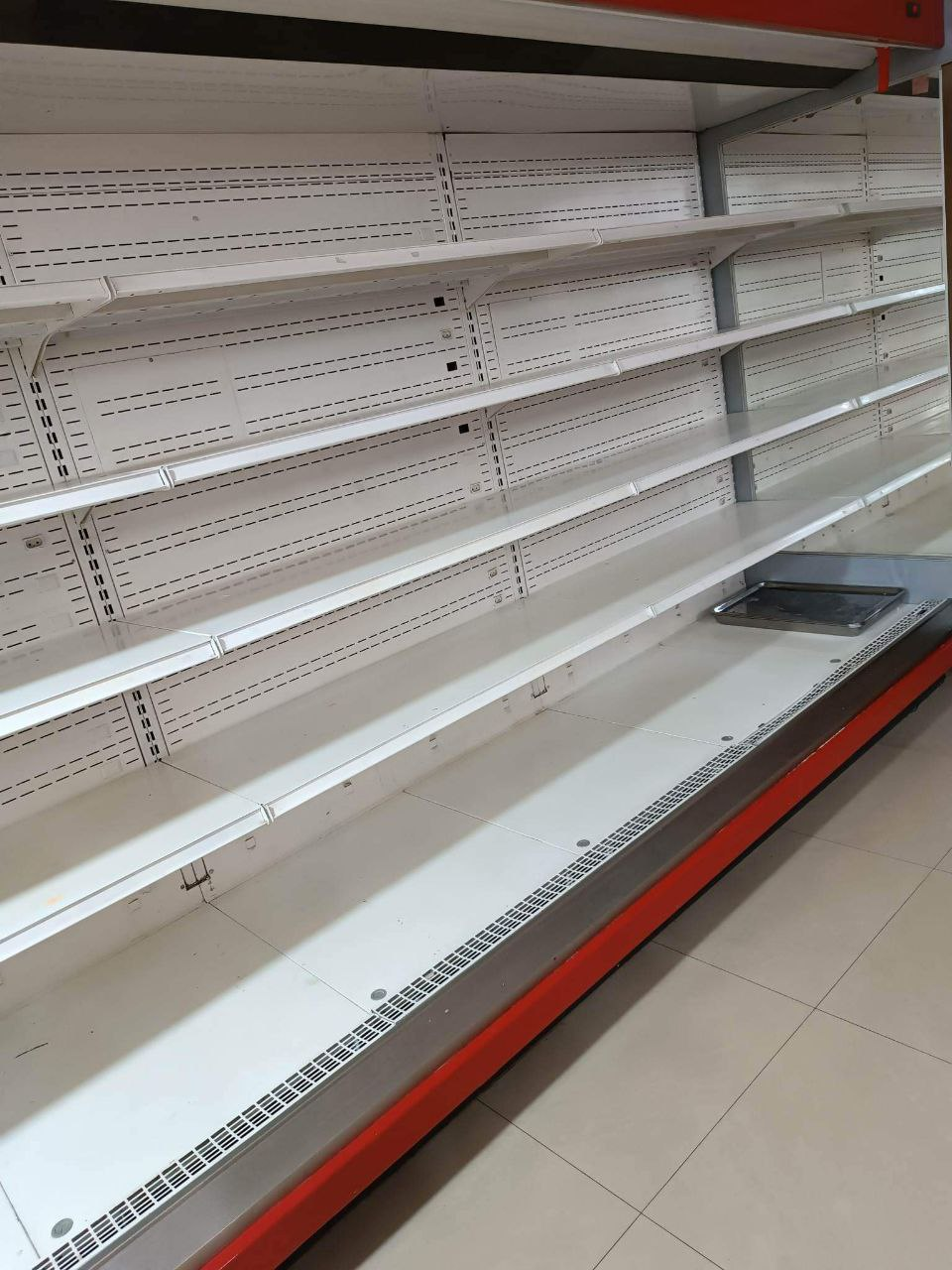
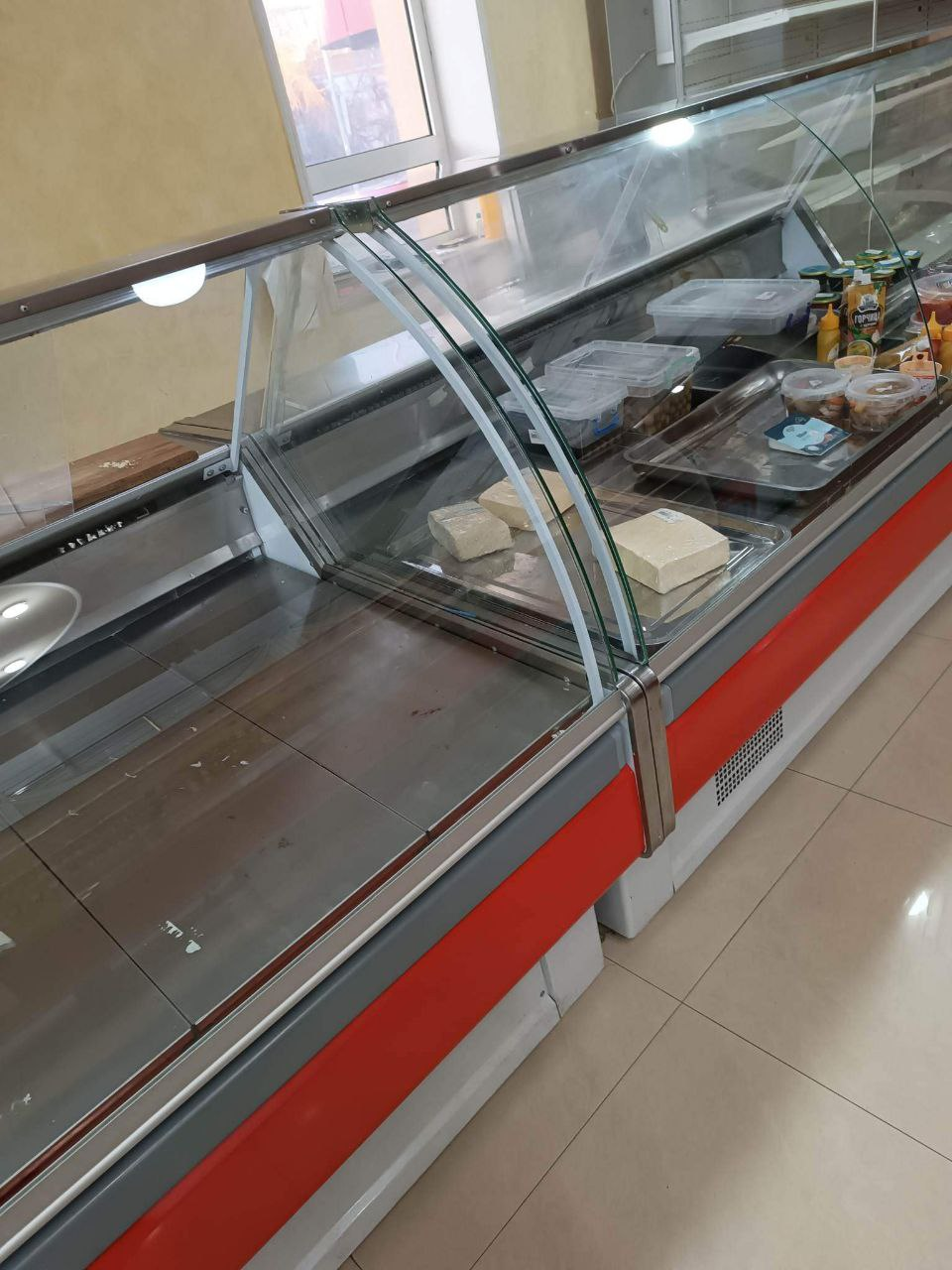
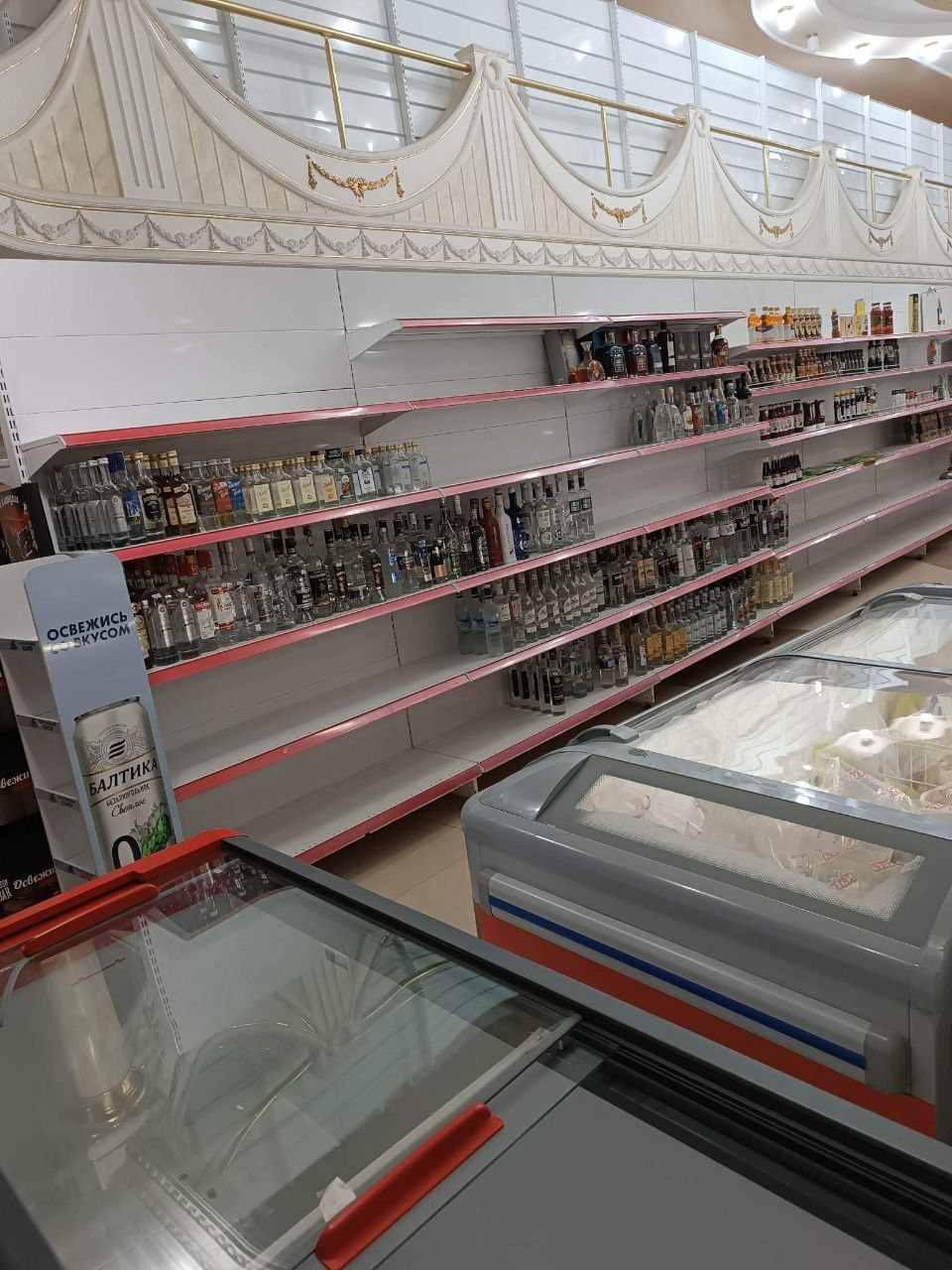
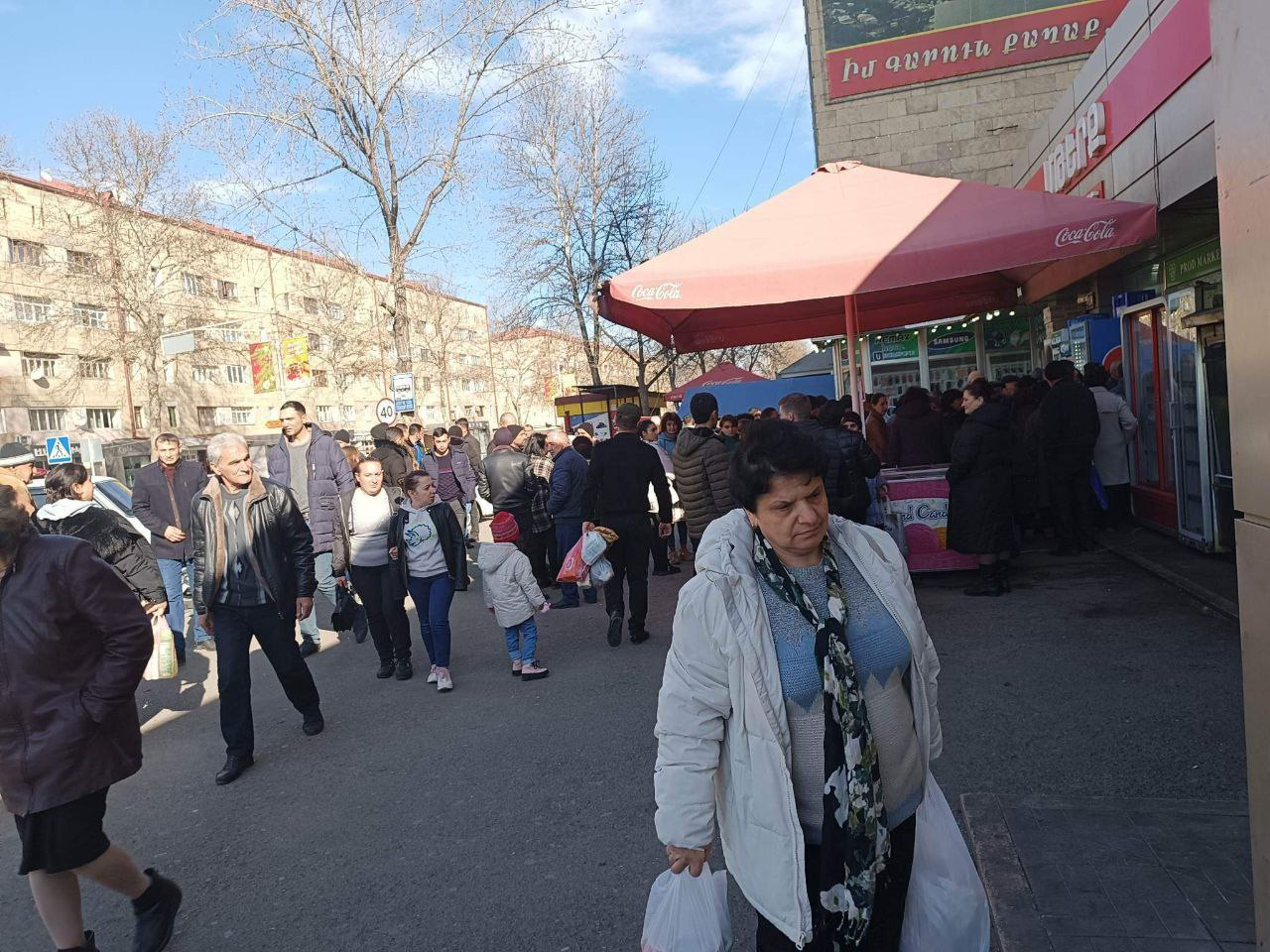
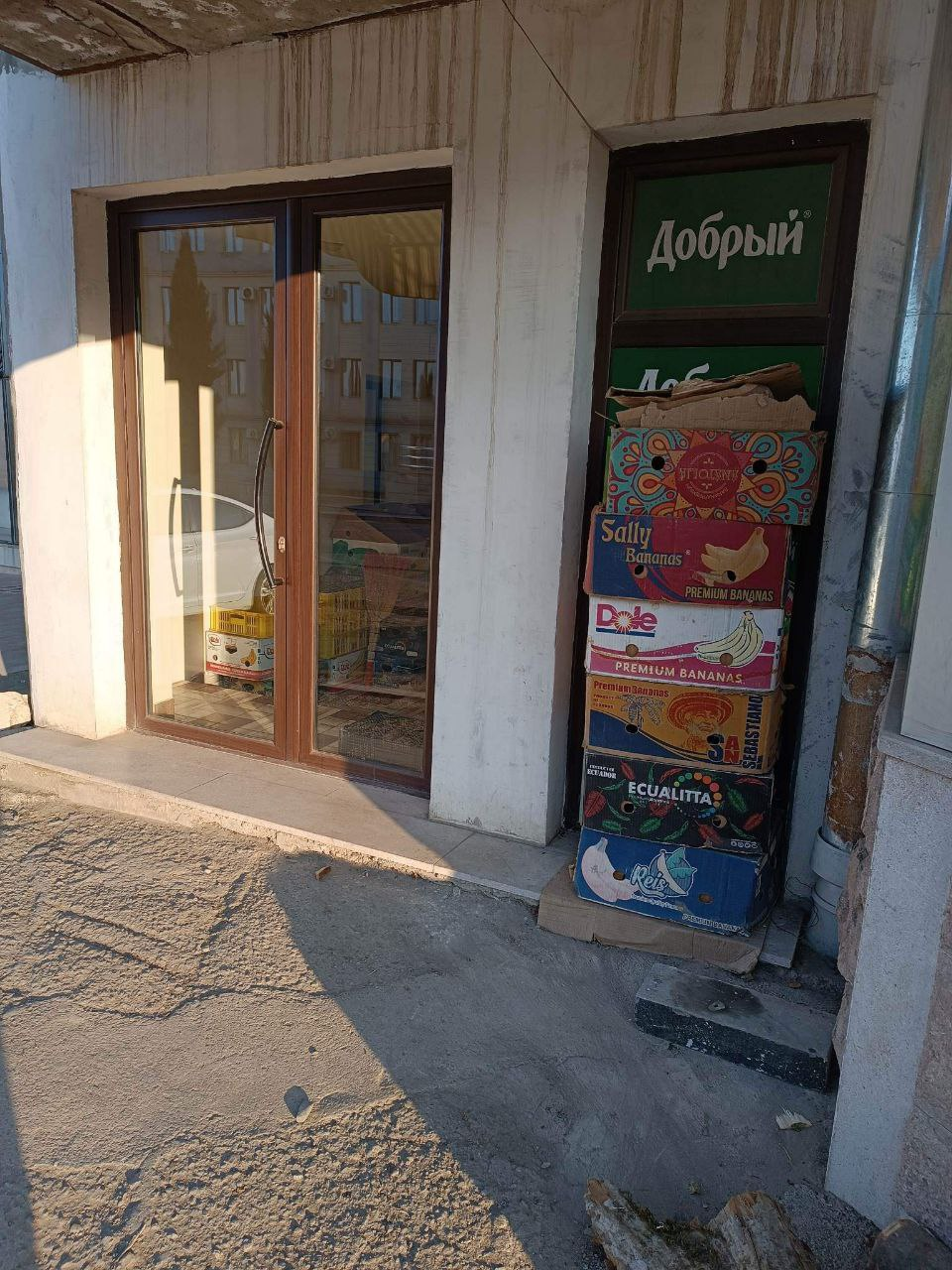
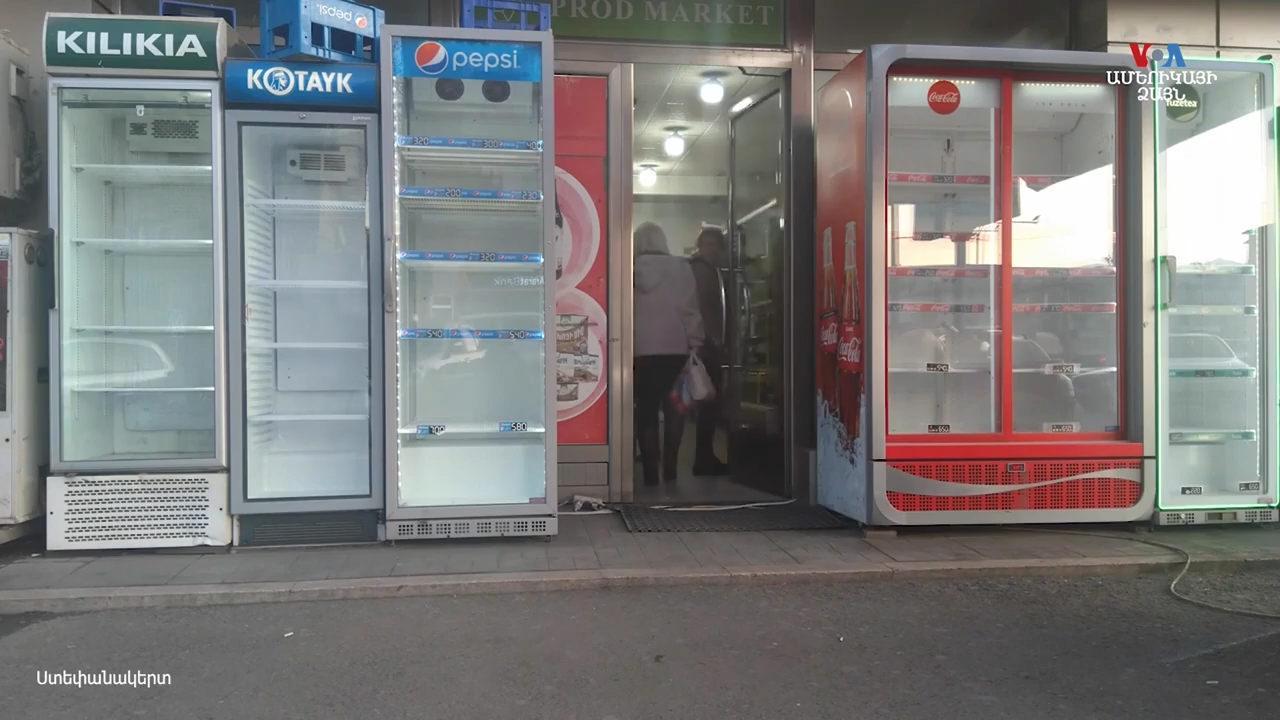
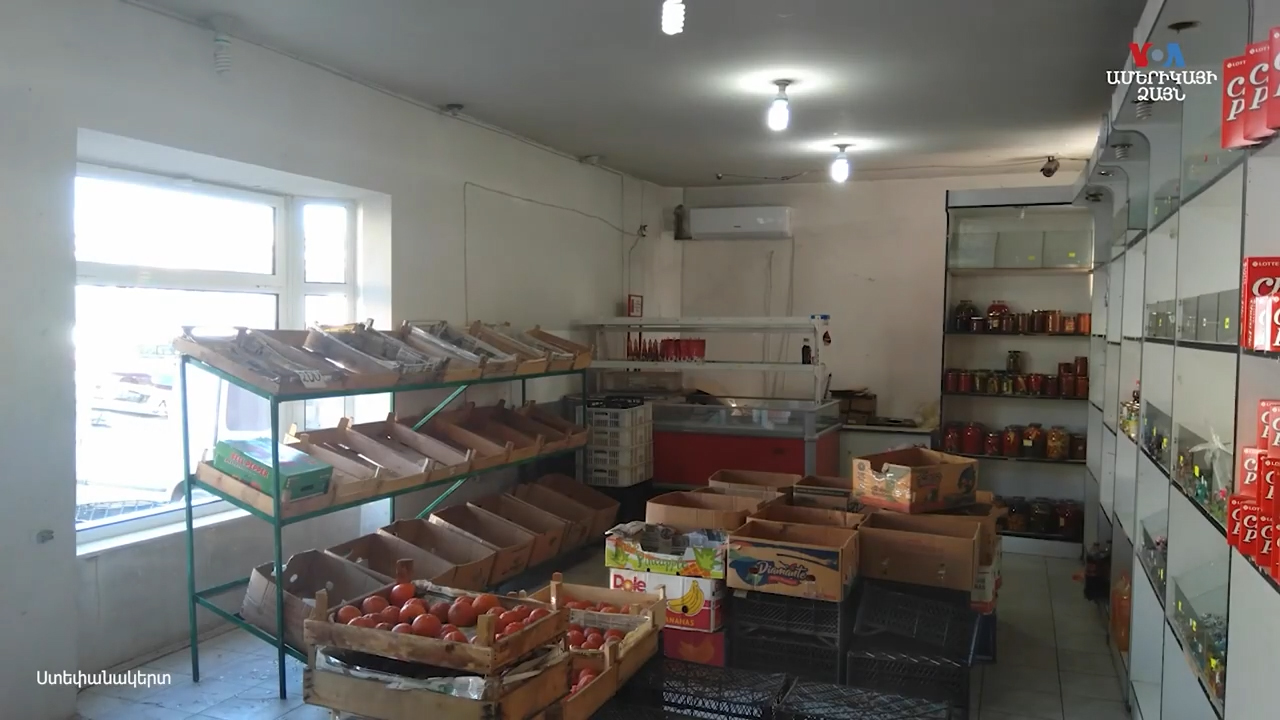

## Criză umanitară
Ministerul Sănătății din Arțah a raportat că, în urmarea blocării drumului care leagă Arțah de Armenia de către Azerbaidjan, transferul cetățenilor din Arțah cu probleme grave de sănătate la Erevan rămâne imposibil. 
Potrivit apărătorului drepturilor omului din Arțah, din cauza închiderii drumului Arțah-Armenia în noaptea de 12 decembrie, 1.100 de persoane au fost lăsate pe drumuri în condiții friguroase de iarnă, inclusiv 270 de copii. 
Sediul de informații Artsakh informează că, în urma blocadei singurului drum care leagă Arțah de Armenia, comunitățile din Meț Șen, Hin Șen, Yeghțahogh și Lisagor din provincia Șuși sunt înconjurate. A devenit imposibil să livreze alimente, în special pâine și făină, precum și alte nevoi de bază pentru aceste comunități.
Pe 13 decembrie, Azerbaidjanul a întrerupt aprovizionarea cu gaze din Armenia către Arțah. Agenția de furnizare a gazelor din Azerbaidjan „Azeriqaz” a negat orice fel de implicare în întreruperea furnizării de gaze. Pe 16 decembrie, oficialii din Arțah au raportat că alimentarea cu gaz a fost restabilită.
Pe 16 decembrie, Azerbaidjan a anunțat că a creat o linie telefonică pentru a ajuta populația armeană din Karabah. În aceeași zi, convoaiele de camioane ale contingentului rus de menținere a păcii cu ajutor umanitar au trecut prin partea blocată a coridorului Lachin. Pe 19 decembrie, mai multe vehicule ale Crucii Roșii Internaționale au trecut prin coridor, iar Ministerul azer de Externe a emis o declarație în care afirma că nevoile umanitare vor fi satisfăcute.